# سرتاوة كابيت الله (مقاطعة تشرام)
سرتاوة كابيت‌الله (بالفارسية: سرتاوه کابیت‌الله) هي قرية تقع في قسم بشتة ذيلايي الريفي (مقاطعة تشرام) في إيران. يقدر عدد سكانها بـ 19 نسمة .